# Aleksandrowska Akcja Społeczna
Aleksandrowska Akcja Społeczna (AAS) – organizacja społeczno-polityczna działająca w Aleksandrowie Łódzkim od 1989 do 2000 roku. Skupiała głównie lokalnych działaczy społecznych i politycznych młodszego pokolenia, pozostających w opozycji wobec grupy rządzącej (przede wszystkim PSL), skupionej wokół burmistrza Krzysztofa Czajkowskiego. Pozostała także niezależna od lokalnego Komitetu Obywatelskiego „Solidarność”.
Aleksandrowska Akcja Społeczna wygrała wybory samorządowe do Rady Gminy i Miasta Aleksandrów 27 maja 1990 roku, zdobywając 12 z 28 mandatów radnych. Taki sam wynik miała w wyborach samorządowych w 1994 roku. Wydawała także własne pismo pt. Aleksander.
W wyborach samorządowych w 1998 roku członkowie AAS startowali z różnych list wyborczych – głównie Porozumienia Wyborczego Akcja Społeczna. W 2000 roku został złożony wniosek o wykreślenie z sądowego rejestru stowarzyszeń, a likwidatorem stowarzyszenia ustanowiono Mariusza Włodarczyka. W wyborach samorządowych 2002 roku niektórzy byli działacze AAS kandydowali z listy wyborczej Platformy Obywatelskiej. Jacek Lipiński został nowym burmistrzem Miasta i Gminy Aleksandrów Łódzki i sprawuje tę funkcję do chwili obecnej.
Dawni działacze AAS to m.in.: Paweł Chmielecki (pomysłodawca, prezes AAS i lider grupy radnych), Jacek Lipiński, Tomasz Cyganek, Tomasz Domański, Krzysztof Kozanecki, Leszek Pierlejewski, Grzegorz Siech, Jolanta Stańczyk, Janusz Wróbel.
Stowarzyszenie zostało wykreślone z rejestru stowarzyszeń w KRS dnia 16 marca 2004 roku.